# 후에 (성할시)
후에시(베트남어: Thành Phố Huế / 城舖化)는 베트남 중부에 위치했던 도시로 트어티엔후에성(베트남어: Thừa Thiên-Huế / 承天-化, 현재의 후에 중앙직할시)의 성도였던 곳이다. 1802년부터 1945년까지는 베트남(응우옌 왕조)의 수도였다. 많은 역사적 기념물과 건축물들을 보유하고 있었으며, 이 도시에 있는 후에 성은 유네스코 세계문화유산으로 등록되어 있었다.

## 역사
기원전 111년에 전한에 의해 설치된 일남군 소재지가 후에 근교에 위치하는 것으로 추정되고 있다.
2세기 말에 건국된 임읍(참파의 전시)의 수도가 후에 부근에 존재한 것으로 추정되고 있다. 임읍 시대의 후에는 동남아시아 내륙의 물품을 중국에서 출시하는 선적 항구 역할을 했다. 중국 사료에 나타나는 참파의 지명인 ‘오려’(烏麗), ‘오리’(烏里)는 후에로 추정된다. 오리에는 많은 참족들이 살고 있었다. 제씨(制氏), 반씨(潘氏) 등 참족 명가는 후에가 킨족화된 후에도 명문의 지위를 계속 유지했다.
1307년에 북베트남 쩐 왕조와 참파 사이에 맺어진 협정에 따라 오리는 쩐 왕조에 할양되었고 화주(化州)로 개칭되었다. 1401년부터 1402년에 걸쳐, 호 왕조는 홍강 삼각주의 주민을 후에로 이주시켰다. 1407년에 호 왕조를 멸망시킨 명나라가 베트남을 지배하자 쩐 왕조에서 살아남은 왕족은 후에를 거점으로 1413년까지 명나라에 저항을 계속했다. 1558년의 응우옌호앙이 입성할 때까지 후에는 킨족화가 거의 완료되었다.
15세기 말까지의 후에는 북베트남의 정권과 참파 왕국의 국경에 위치하는 도시에 불과했지만, 16세기부터 시작되는 남북 항쟁 시대에 후에는 꽝난 완씨(廣南阮氏)의 본거지로 1636년 부춘(富春) 도성이 완성된다. 꽝난 완씨의 시대 후에는 남중국해 무역의 중심지로서 번성했고, 떠이선 왕조의 반란 시대, 1774년에 정씨(鄭氏) 찐 왕조가, 1786년에 서산 완씨(西山阮氏)의 응우옌후에가 후에를 점령했다. 후에를 본거지로 한 응우옌후에는 북평왕(北平王)이라고 칭하고, 꽝빈성으로부터 하이반 고개에 이르는 지역을 지배했다.
후에는 원래 17세기부터 19세기까지 베트남의 남부 전역을 통치했던 봉건 왕조인 응우옌 왕조의 수도로서 발달하기 시작하였다. 찐섬(베트남어: Trịnh Sâm)이 점령했던 1775년에는, 도시 이름이 푸쑤언(베트남어: Phú Xuân)이었다. 1802년 자롱은 응우옌 왕조를 세우고 베트남 전역의 통치권을 양도받게 되자, 후에는 국가 전체의 수도가 되었다. 이후 1945년까지 베트남의 수도로 자리매김한다. 황제 바오다이가 퇴위하고 공산 정부가 출범하자 하노이가 수도로 승격된다. 1949년 친프랑스 인사와 합작하여 황제가 다시 복권을 시도하였지만 그때 황제는 후에가 아닌 사이공으로 정부청사를 세우고자 한다. 공산주의자를 비롯해 전 베트남 국민은 황제의 복고에 반대하였다. 
베트남 전쟁 당시, 후에는 북베트남과 남베트남의 경계에 매우 가까운 곳에 위치하였고 매우 중요한 요새 역할을 하였다. 후에는 그 경계의 남쪽, 즉 남베트남에 속해 있었는데, 후에 전투에 속하는 1968년 구정 대공세 때, 이 도시는 물리적으로도 심각하게 피해를 입었을 뿐만 아니라, 그 명성도 손상되었다. 역사적으로 유서 깊은 건물에 미군이 폭격을 가하여 역사적인 유물과 유적이 송두리째 파괴되었다. 또한 공산주의 세력에 의하여, 악명 높은 후에 대학살이 자행되었다. 전쟁이 끝나고 난 뒤에도 상당 기간 동안 "봉건 시대의 유산"이라는 이유로, 역사 유적 복원과 봉건 유적에 대한 관심이 미비하여 한동안 방치되었다. 베트남 정부의 정책 쇄신을 통해 중세 왕조의 유적 복원 작업이 완료 혹은 진행 단계에 머물고 있었다.
2024년 11월 30일에 베트남 국회는 2025년 1월 1일을 기해 트어티엔후에성 전체를 기반으로 하여 후에 중앙직할시를 설립하는 결의안을 투표로 통과시켰다. 이에 따라 트어티엔후에성의 성도였던 후에 성할시는 투언호아군과 푸쑤언군으로 분할되었고, 퐁디엔현은 퐁디엔 시사로 개편되었으며, 남동현은 푸록현에 편입되었다.

## 지리

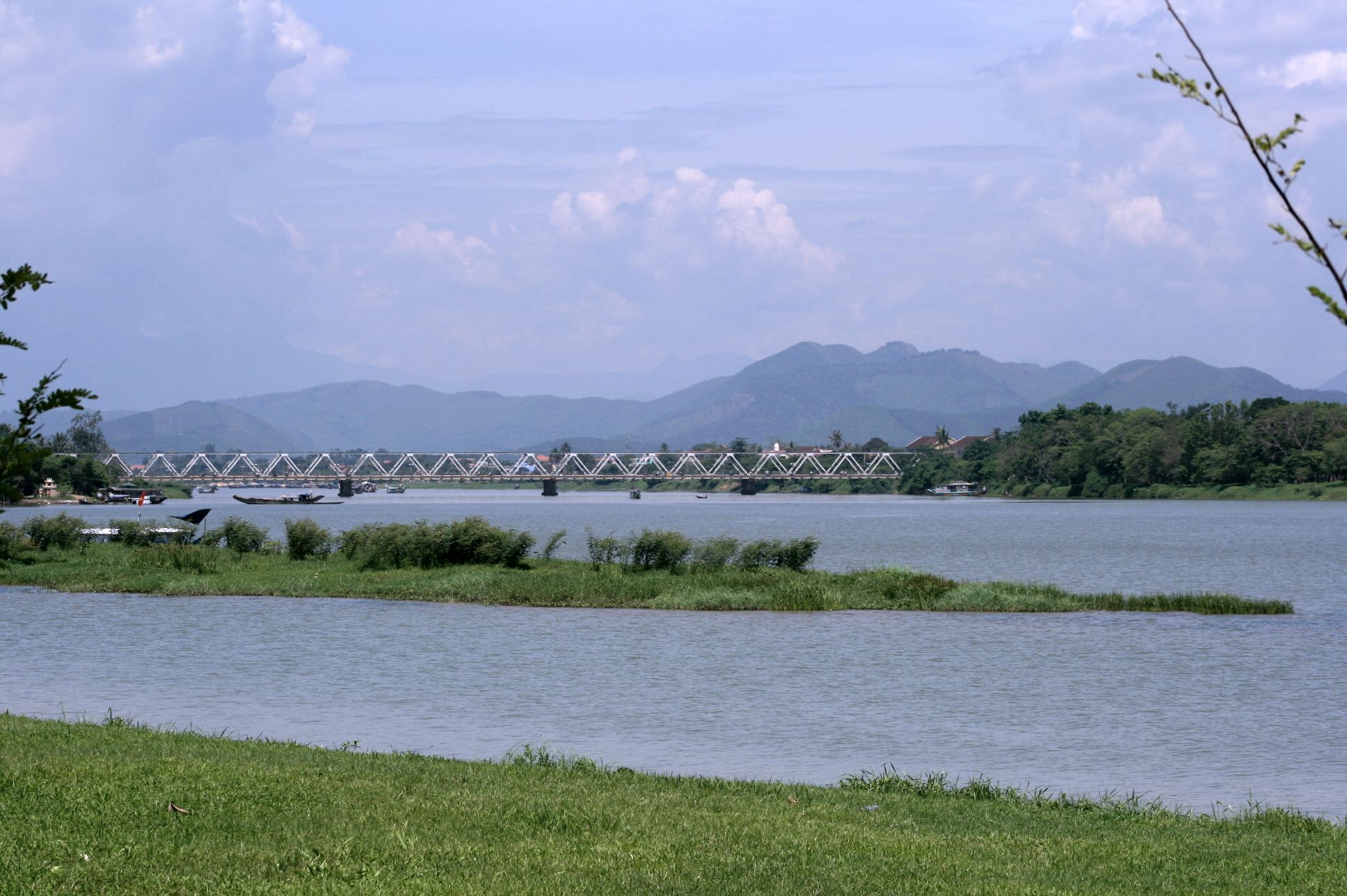
흐엉강

베트남 중부의 흐엉강 하구에 자리하고 있으며, 남중국해와 매우 가깝다. 수도 하노이와는 540 km, 베트남 최대도시인 호찌민시와는 644km의 거리에 위치해 있다. 베트남은 역사, 문화적으로 북부와 남부가 서로 별개의 과정을 거쳐왔는데, 북과 남을 가르는 기준점이 바로 이 후에이다. 현대에는 베트남 전쟁 최대의 유혈전투였던 후에 전투가 벌어지는 현대사의 무대가 되었다.

### 기후
후에는 쾨펜의 기후 구분에 따르면 열대 몬순 기후의 특징을 보인다. 3월에서 8월에 이르는 건기는 35~40 °C에 이르는 고온이 기록된다. 우기는 8월부터 1월까지이며, 10월은 홍수가 자주 발생하는 시기이다. 우기의 평균 기온은 20 °C이며, 종종 9 °C도 기록된다. 봄은 1월에서 2월말까지 지속된다.
| 후에의 기후                       | 후에의 기후  | 후에의 기후 | 후에의 기후  | 후에의 기후  | 후에의 기후  | 후에의 기후  | 후에의 기후  | 후에의 기후  | 후에의 기후   | 후에의 기후   | 후에의 기후   | 후에의 기후   | 후에의 기후      |
| 월                                | 1월          | 2월         | 3월          | 4월          | 5월          | 6월          | 7월          | 8월          | 9월           | 10월          | 11월          | 12월          | 연간             |
| --------------------------------- | ------------ | ----------- | ------------ | ------------ | ------------ | ------------ | ------------ | ------------ | ------------- | ------------- | ------------- | ------------- | ---------------- |
| 역대 최고 기온 °C (°F)            | 34.6 (94.3)  | 36.3 (97.3) | 38.6 (101.5) | 40.6 (105.1) | 41.3 (106.3) | 40.7 (105.3) | 40.2 (104.4) | 40.2 (104.4) | 39.7 (103.5)  | 36.1 (97.0)   | 35.4 (95.7)   | 32.2 (90.0)   | 41.3 (106.3)     |
| 일평균 최고 기온 °C (°F)          | 23.5 (74.3)  | 24.5 (76.1) | 27.5 (81.5)  | 31.1 (88.0)  | 33.5 (92.3)  | 34.7 (94.5)  | 34.7 (94.5)  | 34.2 (93.6)  | 31.7 (89.1)   | 29.0 (84.2)   | 26.5 (79.7)   | 23.8 (74.8)   | 29.6 (85.3)      |
| 일일 평균 기온 °C (°F)            | 19.9 (67.8)  | 20.8 (69.4) | 23.1 (73.6)  | 26.1 (79.0)  | 28.2 (82.8)  | 29.3 (84.7)  | 29.2 (84.6)  | 28.8 (83.8)  | 27.1 (80.8)   | 25.3 (77.5)   | 23.2 (73.8)   | 20.7 (69.3)   | 25.1 (77.2)      |
| 일평균 최저 기온 °C (°F)          | 17.5 (63.5)  | 18.2 (64.8) | 20.2 (68.4)  | 22.7 (72.9)  | 24.5 (76.1)  | 25.3 (77.5)  | 25.2 (77.4)  | 25.1 (77.2)  | 24.1 (75.4)   | 22.8 (73.0)   | 21.0 (69.8)   | 18.6 (65.5)   | 22.1 (71.8)      |
| 역대 최저 기온 °C (°F)            | 8.8 (47.8)   | 9.5 (49.1)  | 10.7 (51.3)  | 14.1 (57.4)  | 17.7 (63.9)  | 20.5 (68.9)  | 19.8 (67.6)  | 21.0 (69.8)  | 19.1 (66.4)   | 15.9 (60.6)   | 12.9 (55.2)   | 9.5 (49.1)    | 8.8 (47.8)       |
| 평균 강수량 mm (인치)             | 129.3 (5.09) | 63.3 (2.49) | 51.3 (2.02)  | 58.9 (2.32)  | 111.3 (4.38) | 103.4 (4.07) | 94.6 (3.72)  | 138.8 (5.46) | 410.7 (16.17) | 772.7 (30.42) | 641.7 (25.26) | 349.9 (13.78) | 2,936.4 (115.61) |
| 평균 강우일수                     | 15.5         | 11.6        | 10.2         | 9.2          | 11.7         | 9.3          | 8.5          | 10.7         | 16.3          | 20.8          | 20.9          | 20.2          | 165.1            |
| 평균 상대 습도 (%)                | 89.6         | 89.9        | 87.8         | 84.1         | 79.1         | 75.4         | 74.1         | 76.4         | 83.6          | 87.7          | 89.1          | 90.2          | 83.9             |
| 평균 월간 일조시간                | 104.0        | 110.3       | 140.8        | 175.9        | 230.9        | 232.5        | 236.7        | 209.9        | 169.2         | 130.6         | 101.2         | 76.0          | 1,916.1          |
| 출처 1: 베트남 과학기술양성연구소 |              |             |              |              |              |              |              |              |               |               |               |               |                  |
| 출처 2: The Yearbook of Indochina |              |             |              |              |              |              |              |              |               |               |               |               |                  |

## 행정구역

후에의 인민위원회 청사

후에는 27개의 방(坊)을 포함하여 27개의 행정 단위가 있다:
- 안꾸 (An Cựu)
- 안동 (An Đông)
- 안호아 (An Hoà)
- 안떠이 (An Tây)
- 흐엉서 (Hương Sơ)
- 낌롱 (Kim Long)
- 푸빈 (Phú Bình)
- 푸캇 (Phú Cát)
- 푸흐우 (Phú Hậu)
- 푸히엡 (Phú Hiệp)
- 푸호아 (Phú Hòa)
- 푸호이 (Phú Hội)
- 푸누언 (Phú Nhuận)
- 푸투언 (Phú Thuận)
- 프윽빈 (Phước Vĩnh)
- 프엉둑 (Phường Đúc)
- 떠이록 (Tây Lộc)
- 투언화 (Thuận Hòa)
- 투언록 (Thuận Lộc)
- 투언타인 (Thuận Thành)
- 쩡안 (Trường An)
- 빈닌 (Vĩnh Ninh)
- 비이자 (Vỹ Dạ)
- 쑤언푸(Xuân Phú)
- 흐엉롱 (Hương Long)
- 투이쑤언 (Thủy Xuân)
- 투이비에우 (Thủy Biều)

## 볼거리

### 후에 황궁

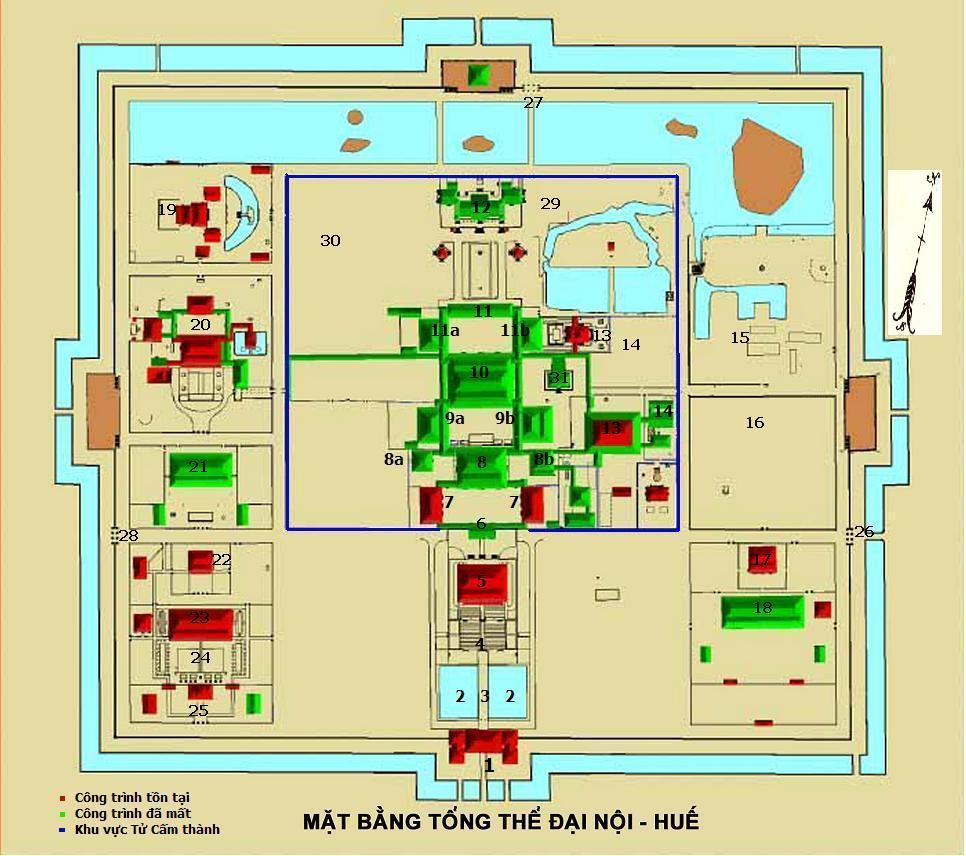
왕궁 평면도

가장 뛰어난 관광지이자 볼거리는 후에 황궁(베트남어: Kinh thành Huế, Imperial City, Huế)으로서 인근에 황제가 머물던 궁과 묘가 있다. 후에 전체를 통틀어 흐엉강의 북쪽 지역인 구 시가지에 대부분의 유적이 자리한다. 응우옌 왕조의 황제는 성 안에서 머물렀는데 이는 성벽으로 둘러싸인 거대한 공간이었다. 이 성 안쪽의 왕궁은 금지된 도시였고, 오직 황제들과 첩들 그리고 측근들만이 접근할 수 있었다. 함부로 들어갔다가는 사형을 당하였다. 후에의 역사 관광지로서 유지하기 위하여 재건축의 노력이 진행되고 있으나 오늘날 금지된 영역은 거의 남아 있지 않다.
1802년부터 1945년까지 13대에 걸쳐 이어진 응우옌 왕조의 왕궁은 성벽으로 둘러싸여 있는 요새이자 궁전이다. 이곳의 뜰은 가로 세로 각각 2킬로미터, 높이 5미터의 성벽으로 둘러싸여 있었고 그 성벽은 다시, 해자로 둘러싸여 있었다. 해자에 담을 물은 후에를 관통하여 흐르는 흐엉강에서 끌어왔다. 이러한 구조물을 시터들(citadel)이라고 한다. 시터들 안에는 거의 2.5킬로미터의 방어선을 구축한 왕궁이 있었다. 대개의 관광객이 입장하는 왕궁의 정문인 남문 누각에 오르면 왕궁 전체가 한눈에 보인다. 남문 정면에 중국의 자금성을 본떠 지은 디엔타이호아(베트남어: Điện Thái Hoà)가 있으며 디엔타이호아의 왼쪽에 각 왕의 위패가 모셔진 사원인 현임각이 있다. 그 외에도 왕궁 안에는 왕족의 저택과 사원들, 황제를 위한 인클로져(enclosure)인 자금성(베트남어: Tử Cấm thành, the Purple Forbidden City)이 있다. 그 명칭은 중국의 자금성을 본딴 것이다. 이름만을 본딴 것이 아니어서, 자금성에는 수많은 궁전과 문, 궁정들이 있었다. 자금성은 응우옌 왕조의 황족들을 위한 곳이었다.

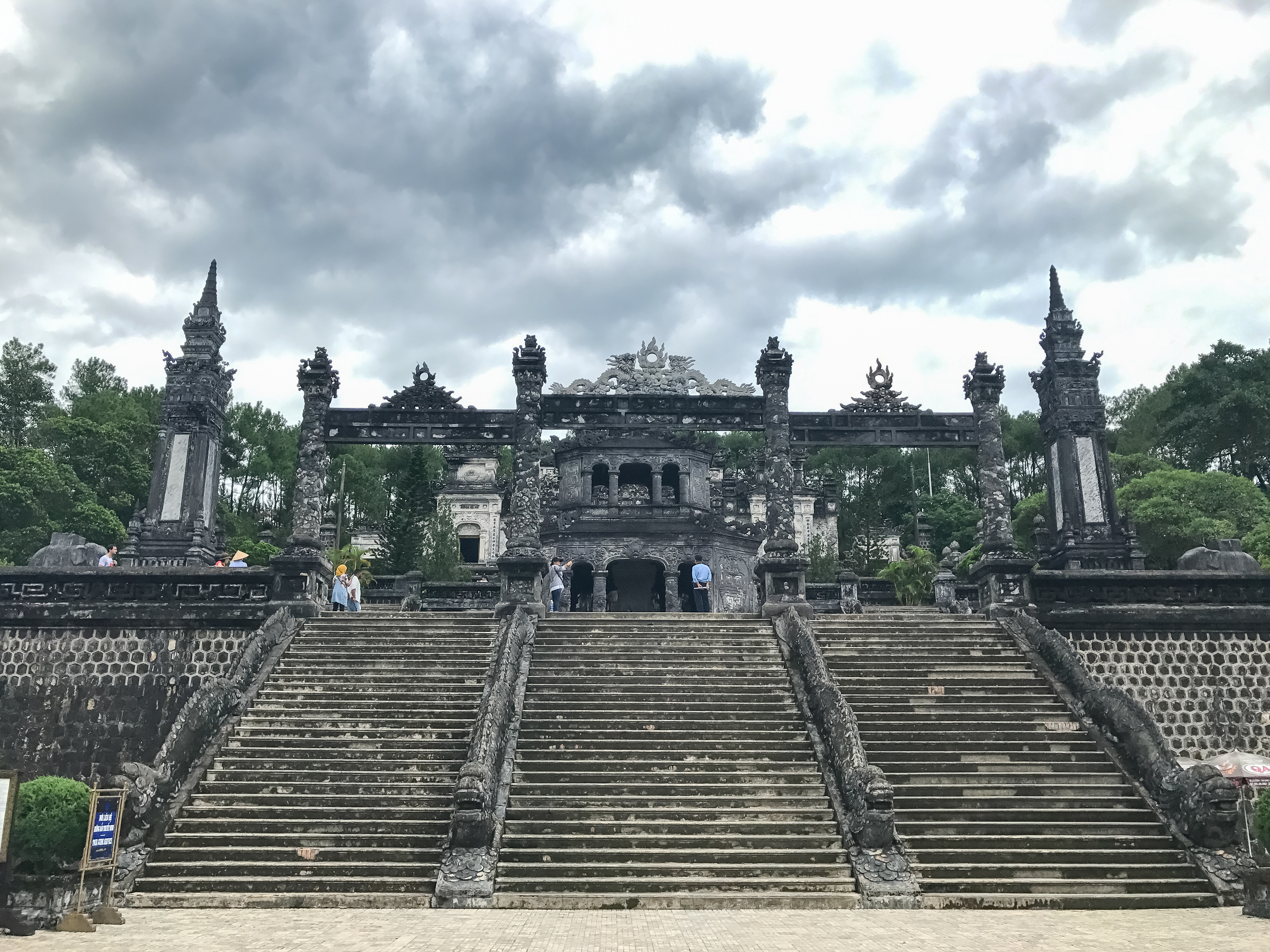
카이딘 황릉

대략적으로 후에에서 흐엉강을 따라서, 후에의 외곽 남쪽에 민망 황제(베트남어: Minh Mạng), 뜨득 황제(베트남어: Tự Đức), 카이딘 황제(베트남어: Khải Địn) 등의 묘지들을 포함한 무수히 많은 또다른 기념물들이 있다. 카이딘 황릉은 응우옌 왕조의 마지막 황릉으로 1931년 완성됐다. 베트남과 유럽의 건축양식이 섞인 특이한 구조의 황릉이다. 콘크리트 석상이 유럽인의 모습과 유사하다. 내부의 옥좌에는 청동에 금박을 입힌 카이딘 황제의 등신상이 있으며 그 아래 황제의 시신이 안치돼 있다. 민망 황제릉은 내외부 장식이 아름답기로 손꼽힌다. 입구에 들어서면 초승달 모양의 인공 호수가 눈에 들어오며，황제의 공덕비가 세워진 정자 아래 쪽에 문무석 및 동물 모양의 석상들이 늘어서 있다.

### 구시가지 및 기타
성벽으로 둘러싸인 구시가지는 전통을 간직한 채 예전의 모습을 그대로 간직하고 있으며 1993년에 유네스코 세계문화유산으로 지정되었다. 남쪽 지역(신 시가지)은 서울의 강남과 같이 신개발지역이 많기 때문에 거주지와 비즈니스 거점이다.
또한 티엔무 사원(베트남어: Chùa Thiên Mụ)이 유명한데, 이 사원은 강을 따라 도심에서 멀지 않은 거리에 있는, 후에에서 가장 큰 사원이며 이 도시의 공식 상징이기도 하다. 레쯕(Le Truc) 거리 3번지에 있는 후에 궁전 박물관(Hue Museum of Royal Fine Arts)은 응우옌 왕조의 여러 가지 다양한 유물들을 보존하고 있다. 궁정에서 사용되었던 물건과 외국에서 온 선물 등을 전시해놓은 전통가옥 모양의 본관과 철제, 석제 전시품들을 전시해놓은 정원으로 구성되어 있다. 후에는 베트남 중부에서 찾아볼 수 있는 가장 한적하면서도 별난 곳이다. 베트남의 유명인들 다수가 이곳 태생이거나 후에에서 한번쯤은 머물고자 한다. 

## 문화

### 수상생활자
흐엉강에는 지붕 있는 평저 어선에서 일생을 보내는 수상생활자가 많이 살고 있다. 한 배에 5인에서 10인의 가족이 살고 있으며, 안채의 역할 이외에도 고기잡이와 수송에 사용되는 거룻배를 갖추고 있다. 수상생활자는 강의 요소요소에 모여 작은 마을을 형성하고 있다. 전통적으로 수상생활자는 목조 배를 사용하고 있었지만, 발동기 및 조명용 배터리를 도입하는 등의 기계화도 진행되고 있다. 또한 관광객을 위해 황제가 타던 용선 봉선을 건조하여 선상에서 전통음악 연주를 제공하는 사람도 있다.
후에시 당국은 정신생활과 문화생활 향상을 이유로 수상생활자를 육지로 이주를 추진하고 있다.

### 음식

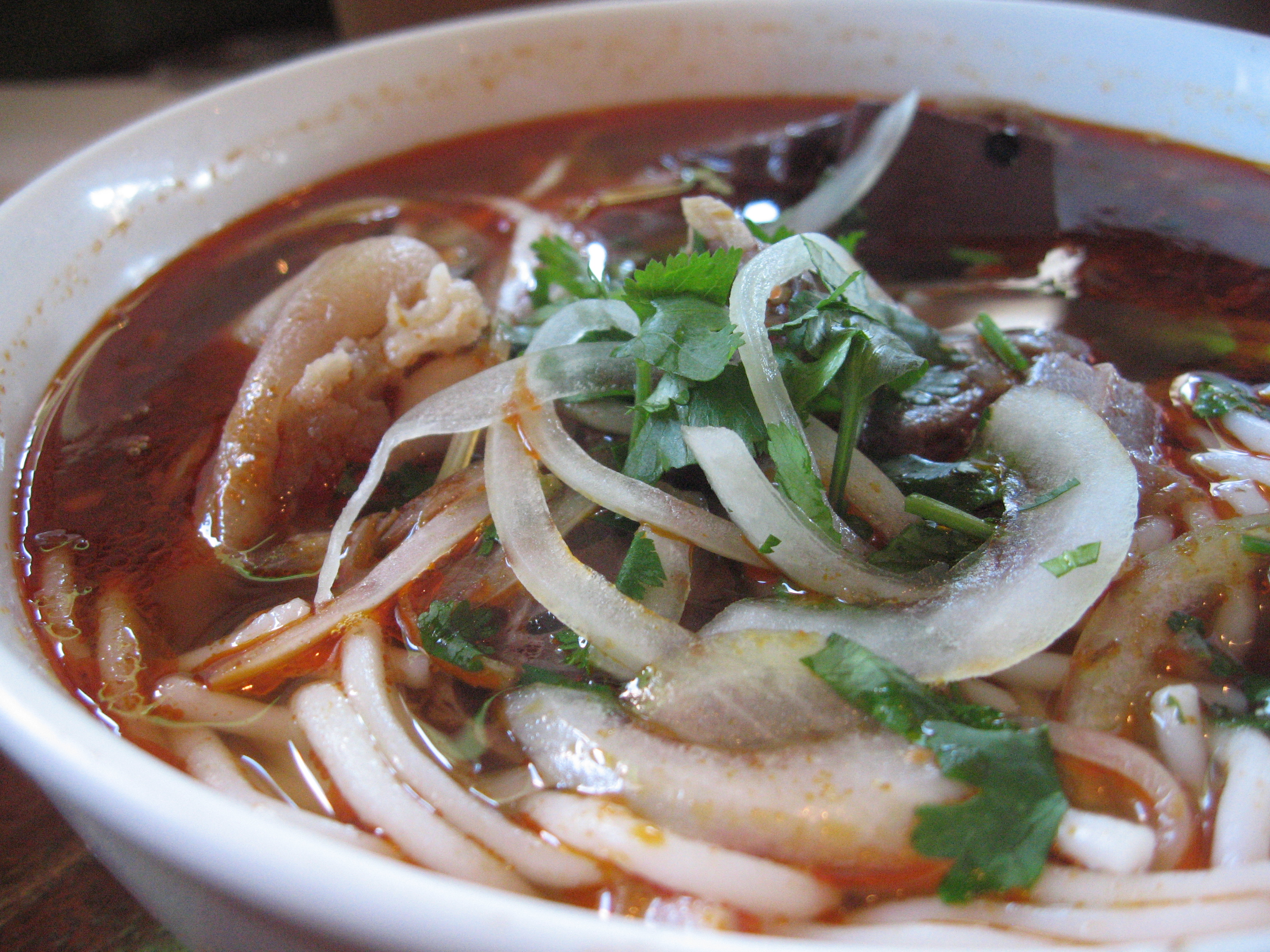
분 보 후에, 전통 면 요리

후에의 음식은 베트남 전역으로부터 가져온 재료들이 쓰인다. 다른 지방과 가장 큰 차이점은 채식주의가 뚜렷하다는 것이다. 완전 채식주의인 식당들이 시내 곳곳에 흩어져 있고, 불교적인 믿음에서 한달에 두번 채식을 하는 전통을 가진 이 지역 사람들이 이곳을 이용한다.
후에 요리는 고추를 사용한 매운 맛을 지닌 음식이다. 접시에 나오는 요리와 한입 크기에 딱 맞게 짜여진 요리가 많다는 특징이 있고, 쌀가루를 찐 요리가 많다. 고추가 많이 사용되는 후에 요리의 특징은 후에의 원주민인 참 족의 향신료를 많이 사용하는 식문화와 밀접하게 관련되어 있다고 추측하는 의견도 있다.

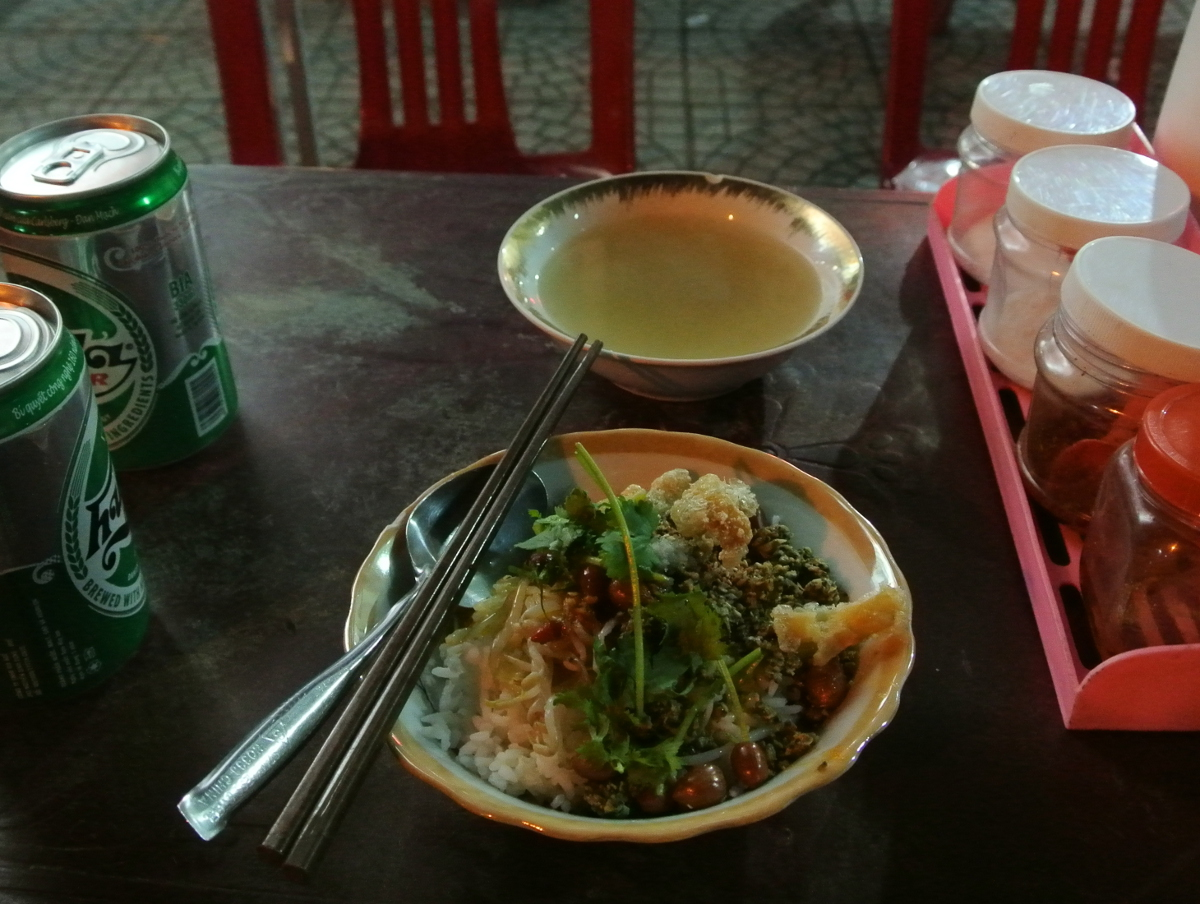
조개밥 요리, 껌헨

응우옌 왕조 시대, 궁궐에서 화려한 요리를 제공했던 것을 재현한 궁중요리 풀코스를 서비스하는 레스토랑도 존재한다. 궁중요리의 레시피가 관리들에게 전해졌고, 다시 서민들에게 퍼지며 후에의 대중 요리가 발전한 것으로 알려져 있다. 식비와 재료가 한정되어 있기 때문에 일반 주민들의 요리는 궁중요리와 달리 매우 간단한 것으로 요리된다. 궁중요리와 대중요리 외에도 승려가 먹는 사찰음식이 있고, 후에의 요리는 이 세 종류로 대표할 수 있다. 또한 그곳에 있는 후에 시장은 북베트남, 남베트남 두 요리에 사용되는 재료가 풍성하다.
후에 요리 품목으로는 분 보 후에, 껌헨 (조개를 사용한 국물 덮밥) 등이 있다. 바인베오, 바인남 등 물에 풀어 찐 쌀가루를 사용한 요리는 고추를 많이 넣은 청구서 국물이 사용된다. 궁중요리로는 껌센(연근 밥), 한입 크기의 챠요(튀긴 스프링롤)를 파인애플에 꽂아 담은 것이 있다. 후에 명물 과자로는 녹두 팥을 떡으로 감싼 바인스세, 바이닛토덴 알려져 있으며, 코스 요리의 디저트로 제공되는 경우가 많다.

### 음악
옛 응우옌 왕조의 궁에서 나냑(아악의 베트남어 발음) 등의 궁중음악이 연주되었지만, 제정의 폐지로 일시적으로 전통은 단절되었다. 후에의 건축물 군이 세계유산으로 등록된 후 1994년부터 유네스코에 의해 후에 무형 문화재의 조사가 진행되었다.
1994년 후에에서 개최된 국제회의에서 소수이긴 하지만, 후에 궁중음악과 제례의 전통을 근근이 이어가는 후계자가 살아있는 것으로 알려져서, 각국의 연구자들이 그 문화의 중요성을 지적하였다. 그리하여 후에 예술 대학에 궁중음악의 전공 과정을 설치하여 전승자 육성을 재개하여다. 2003년에 나냑(아악), 차우반 (여신 제례 음악) 투온(전통무용)이 ‘후에 아악’(Nhã nhạc cung đình Huế)으로 유네스코 무형문화유산에 등록되었다. 또한 나냑을 바탕으로 카후에(후에의 노래), 댄후에(후에 연주) 등 많은 레퍼토리가 지방 음악으로 태어나게 되었다.

### 의류
베트남의 민족 의상으로 알려진 아오자이와 베트남 삿갓인 논라는 후에에서 나온 것으로 알려져 있다. 베트남 전역의 옷을 통일하기 위해 1828년에 아오자이가 표준 옷으로 지정되었다.

### 스포츠
후에에는 25,000석을 갖춘 〈투도 스타디움〉(Tự Do Stadium)이 세워져 있다. 이 경기장은 1930년대 프랑스령 인도차이나 정부에 의해 세워졌고, 당시의 명칭은 〈후에 올림픽경기장〉(Stade Olympique de Hué)이었다. 그후, 응우옌 정권에 의해 〈롱바오 경기장〉(Long Bao)으로 바뀌었다. 현재는 축구팀 후에 FC의 주경기장으로 사용되고 있다.

## 교통

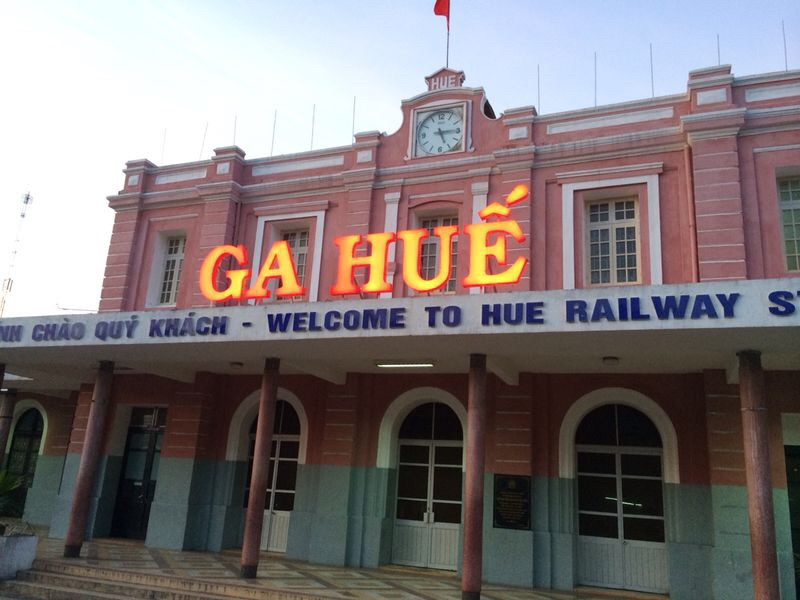
후에역

하노이, 호치민을 연결하는 철도, 자동차 도로가 후에를 통과한다. 후에 국제공항에서 후에와 하노이, 호치민을 직접 연결하는 비행기가 운행되고 있다.
구 시가지의 북쪽에 위치한 피아백 버스터미널에서 북베트남으로 가는 버스가 운행되며, 신시가의 남쪽에 위치한 안쿠 버스 터미널에서 북베트남으로 가는 버스가 운행한다. 동바 버스터미널에서는 후에와 가까운 마을로 가는 버스가 운행되고 있다.

후에 역은 베트남 철도 남북선의 노선으로 프랑스 식민지 시대에 건설되었다. 프랑스 건축의 영향을 받아 베트남에서 가장 아름다운 기차역 중 하나이다.

## 사진

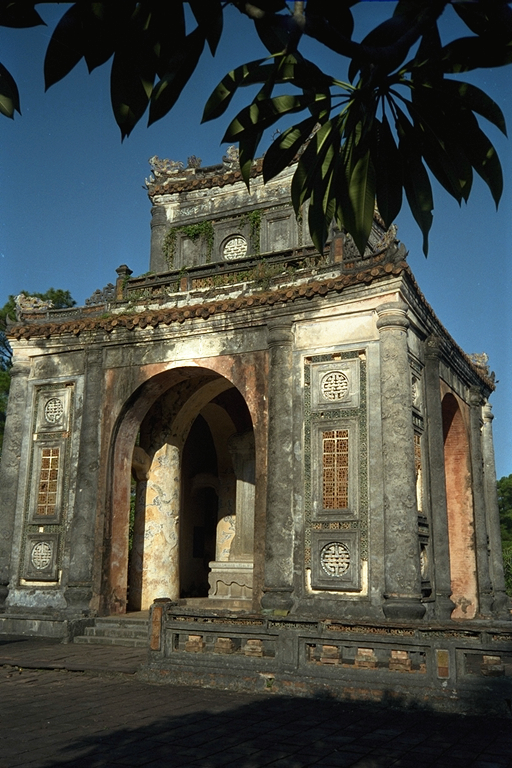
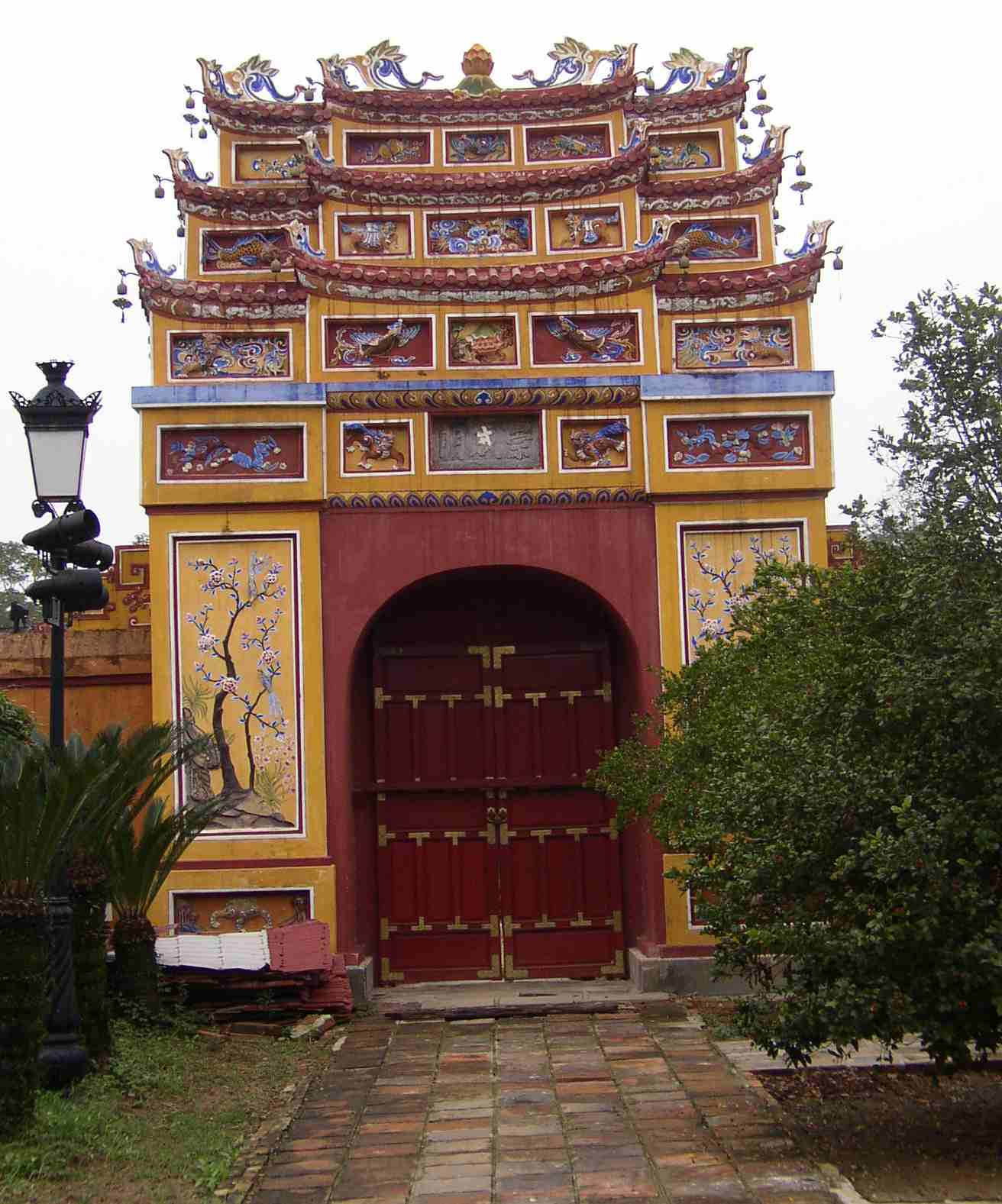
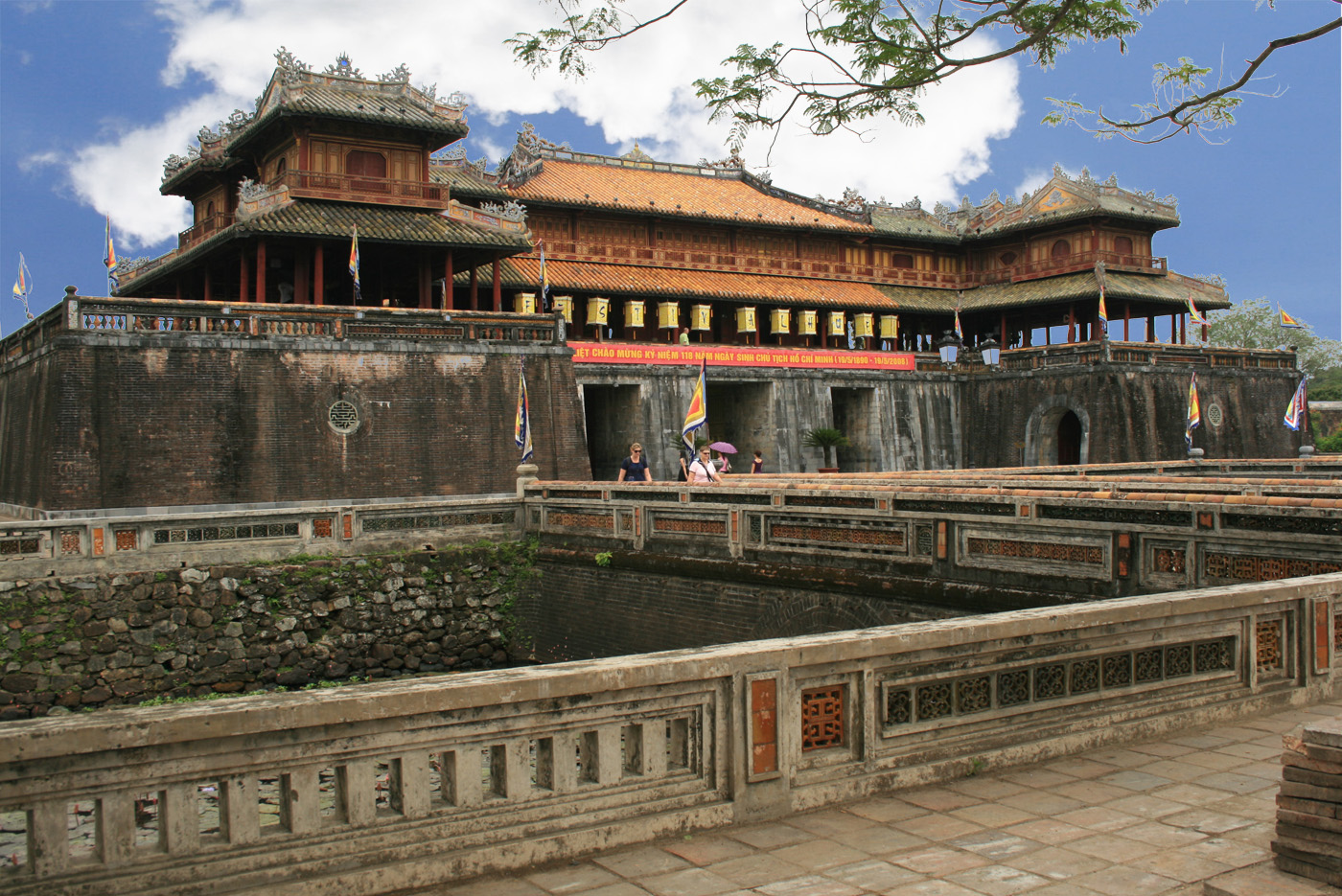
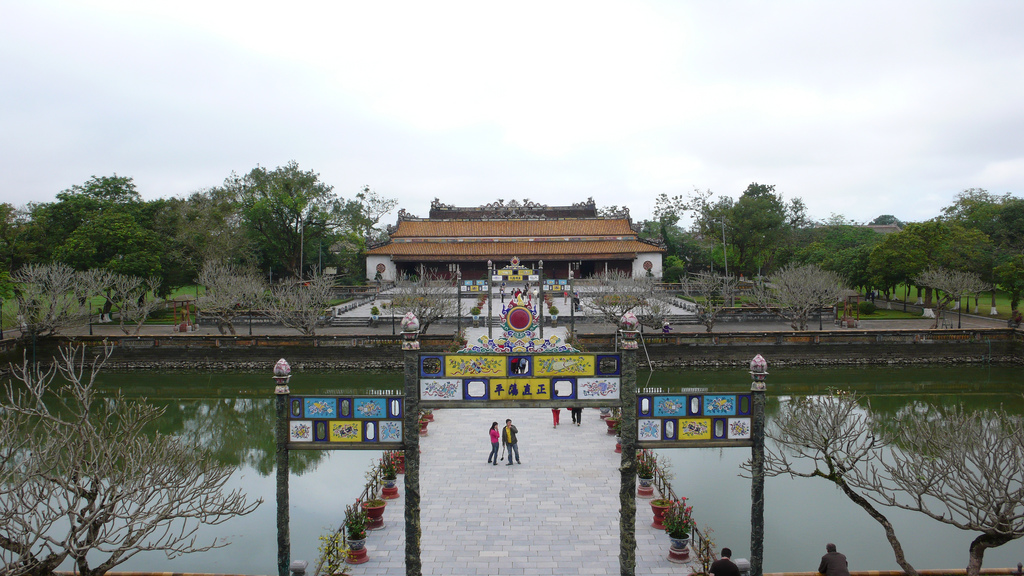
Thai Hoa place - Royal place
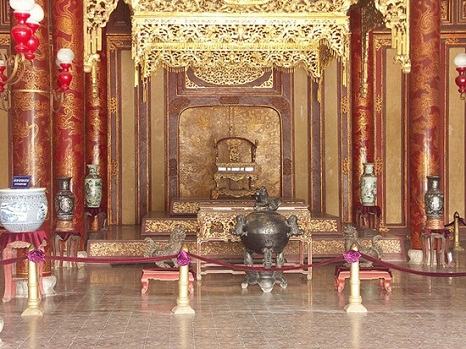
Throne in Thai Hoa place
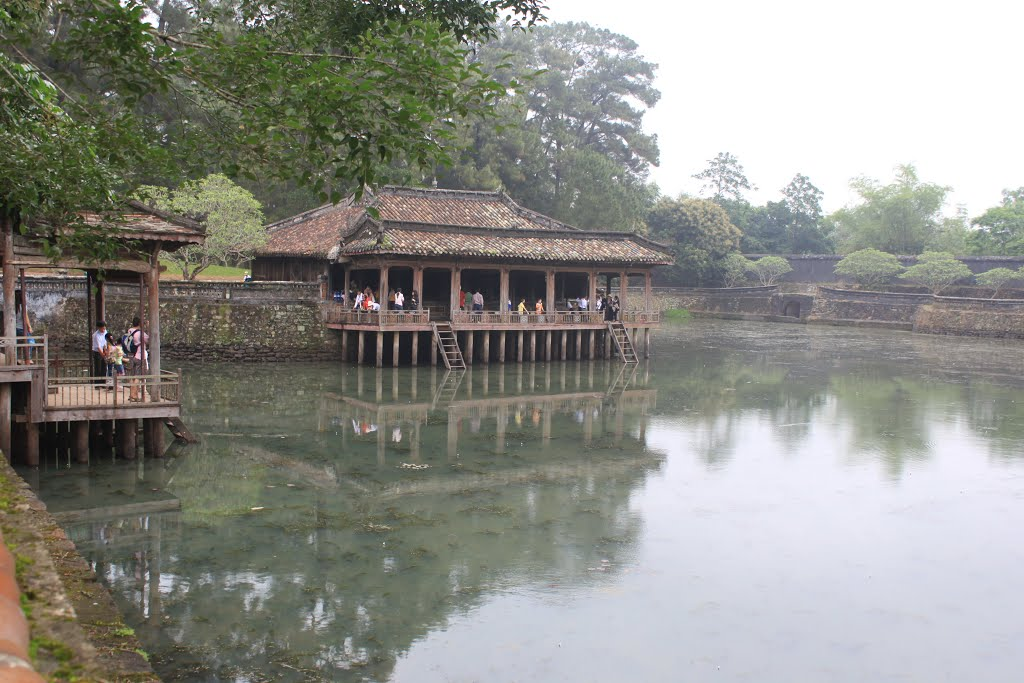
Xung Khiem ta - Tu Duc tomb
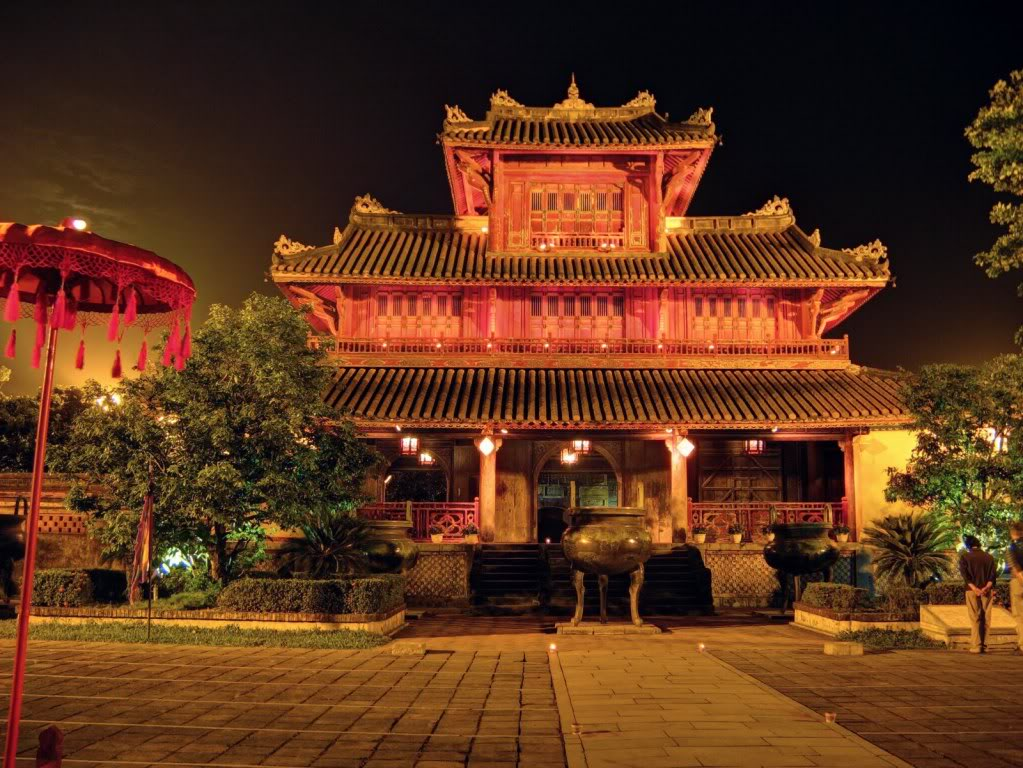
Hien Lam Cac
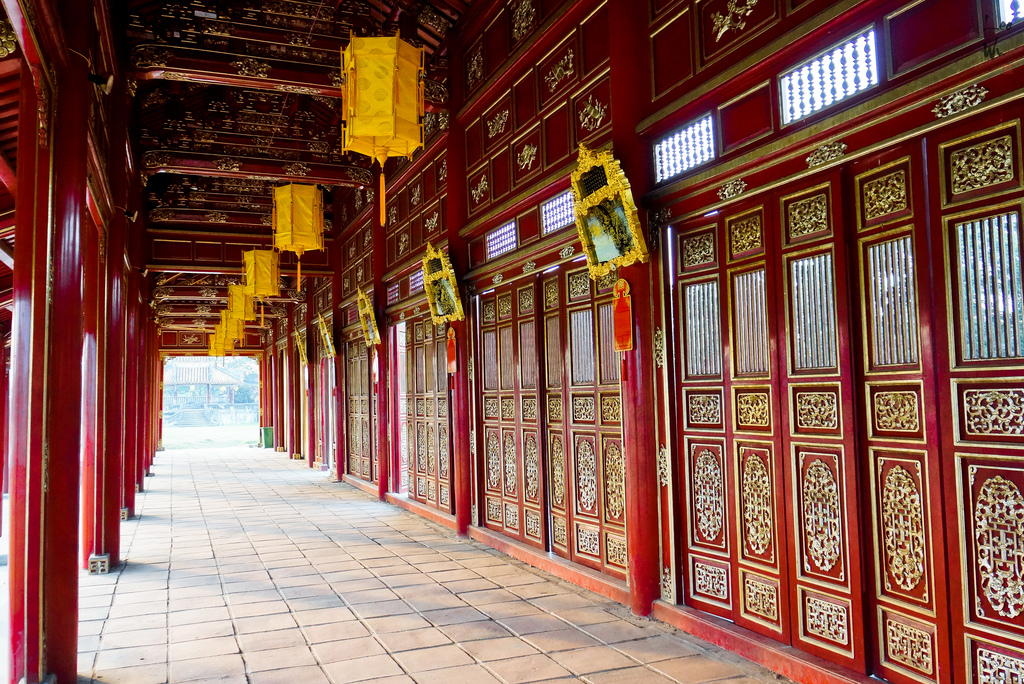
쯔엉 랑
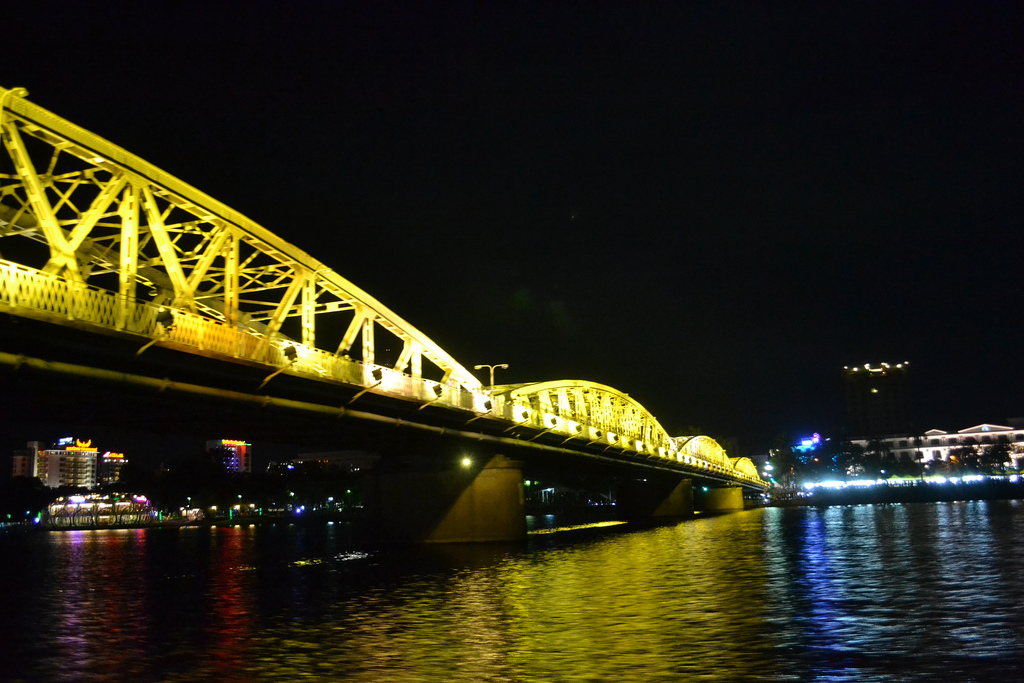
쯔엉 띠엔 따리
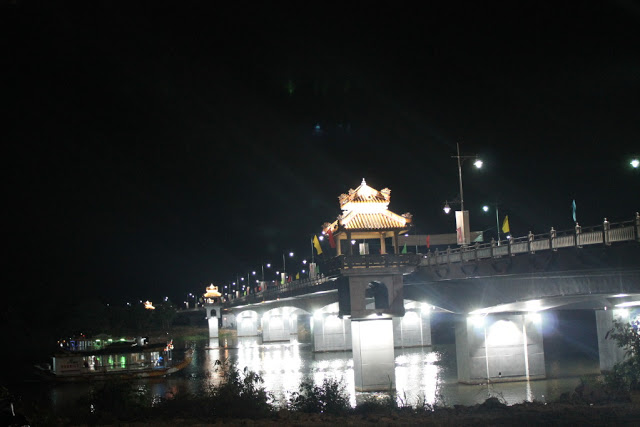
다 비엥 다리

## 같이 보기
- 후에성

## 자매 도시
- 반다르에안잘리, 이란[12]
- 호놀룰루, 미국[13]
- 뉴헤이븐, 미국[13]
- 블루아, 프랑스, 상트르발드루아르, 2007년 5월 이후[14]